# 盧卡斯·蓋奇
盧卡斯·蓋奇（英語：Lukas Gage，1995年5月28日—） 是一名美国演员。他出演电视剧《美國高中破壞公物事件》（2017年）、 《亢奋》（2019年）、《白蓮花大酒店》（2021年）、《安眠書店》（2023年）和《冰血暴》（2023年），以及电影《微笑2》（2024年）。